# Sultanat Geledi

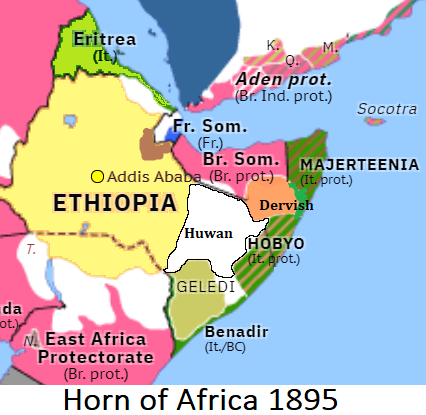
Corne de l'Afrique, vers 1895

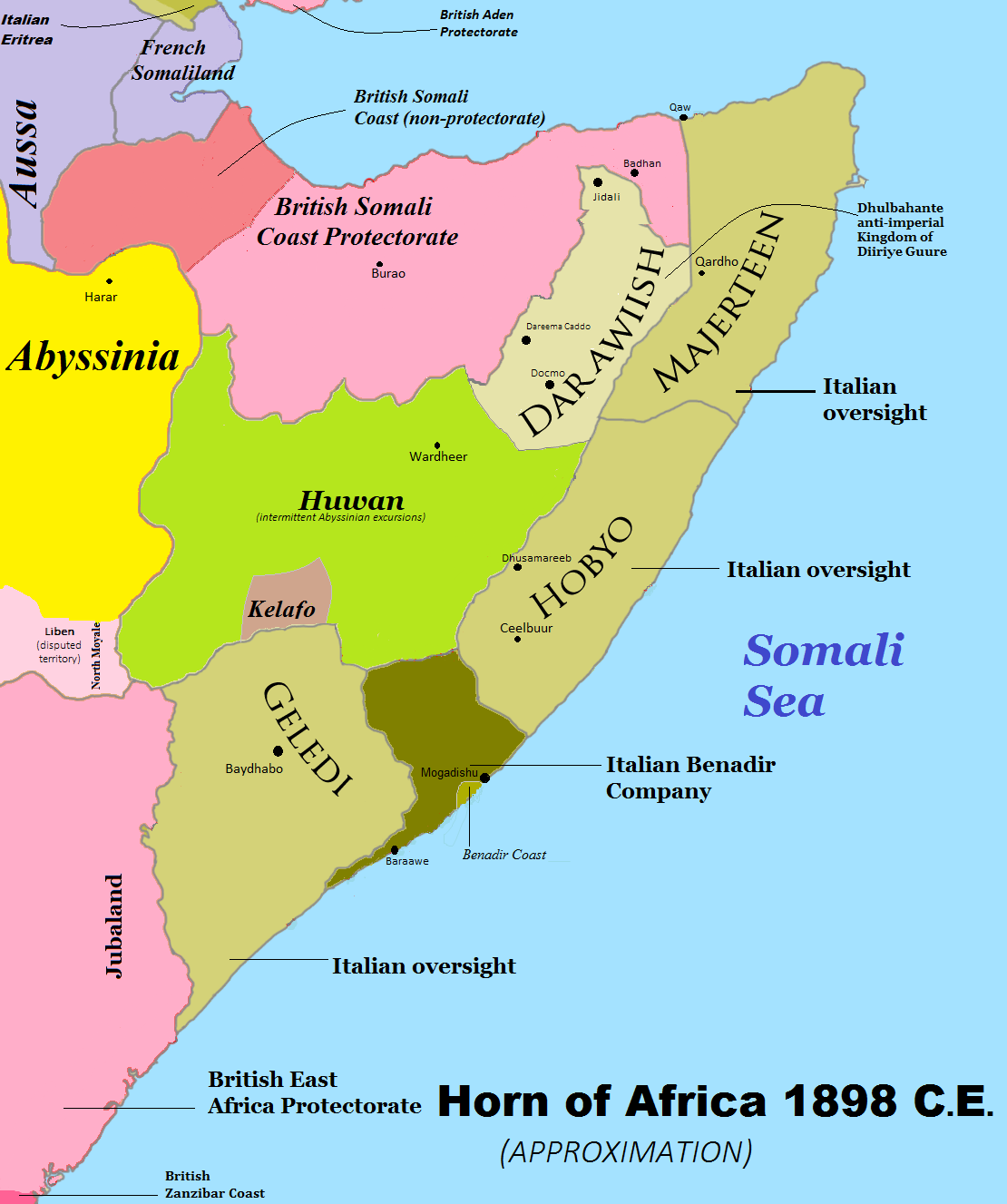
Corne de l'Afrique en 1898

Le Sultanat Geledi (somali : Saldanadda Geledi, arabe : سلطنة غلدي) a été un royaume Somali de la Corne de l'Afrique de la fin du XVIIe siècle au XIXe siècle, de la Dynastie Gobroon, et qui a pris fin à la mort du dernier sultan en 1910.

## Sultans
- Ibrahim Adeer (en) (1680c-1750c)
- Mahamud Ibrahim (en) (1750c-1798)
- Yusuf Mahamud Ibrahim (en) (1828-1848)
- Ahmed Yusuf (en) (1848-1878)
- Osman Ahmed (en) (1878-1911)

## Histoire
Le fondateur de la dynastie Gobroon, est Ibrahim  Adeer un somali musulman.
L'armée du sultanat a compris, selon les périodes, entre 20 000 et 50 000 soldats.
Le sultanat s'établit sur les ruines du Sultanat d’Ajuran, atteint son apogée avec le règne du troisième sultan, est intégré au protectorat italien dès 1908, et devient une partie de la Somalie italienne, jusqu'à la création de l'Afrique orientale italienne (1936-1941).